# Gary Walkow
Gary Alan Walkow és un actor, director, guionista, productor de cinema i productor de televisió estatunidenc. També va publicar un recull de poemes titulat Bad Sex.

## Filmografia

### com a actor
- 1997 : Dogtown de George Hickenlooper

### com a guionista
- 1987 : The Trouble with Dick de Gary Walkow
- 1995 : Notes from Underground de Gary Walkow
- 1999 : Night Train de Les Bernstien
- 2000 : Beat de Gary Walkow
- 2004 : Love Machine 4.0 de Gary Walkow
- 2007 : Crashing de Gary Walkow

### com a director
- 1987 : The Trouble with Dick
- 1995 : Notes from Underground
- 2000 : Beat
- 2004 : Love Machine 4.0
- 2007 : Crashing
- 1987 : Mr. Gun (épisode Wild About Hammer)
- 1991 : They Came from Outer Space (episodi High Five)
- 1991 : She-Wolf of London (episodi Eclipse)

### com a productor
- 1987 : The Trouble with Dick de Gary Walkow
- 1995 : Notes from Underground de Gary Walkow
- 2007 : Crashing de Gary Walkow